# Clément Caraccioli
Clément Caraccioli, est un copiste « arabe » au Vatican, né vers 1670 et mort en 1721 dont la vie comporte deux périodes distinctes.

## Biographie

### Première période, imam
Né vers 1670, il est connu comme "Muhammad ibn Abdallah al-Saidi al-Adawi". Ce nom, dont il signe certaines de ses copies indique qu'il est du Saïd (= Haute-Égypte), du village nommé Al Adwa. Lettré, il est imam et copiste.
En note d'une de ses copies, il indique qu'à l'âge de 33 ans, il avait réalisé 35 copies du Coran
Pourtant, un jour de 1705 ou 1706, alors qu'il naviguait au large de la côte d'Alexandrie, son navire fut arraisonné par des pirates "chrétiens", et lui-même fait prisonnier et emmené à Malte. Tout en cherchant à obtenir sa libération par le paiement d'une rançon de la part de ses parents, il occupe le temps de sa captivité en poursuivant son activité de copiste de traités musulmans, enseignant par ailleurs l'arabe aux enfants.
Un événement pourtant le bouleversa : une nuit, il vit en rêve le pape Clément XI qui l'invitait à renoncer à l'islam et à devenir chrétien. Retourné par cela, l'imam écrivit au pape, se mettant à sa disposition.

### Deuxième période, chrétien
Usant de son autorité, le pape le fait venir à Rome et confia à Nicolas Caracciolo – archevêque de Capoue – ce catéchumène hors normes. 
En 1708, Muhammad ibn Abdallah reçoit le baptême et prend comme nom Clément Caraccioli, en témoignage de reconnaissance envers ses protecteurs. C'est sous ce nom qu'il signera désormais ses manuscrits. 
Après un temps où, sans occupation, il copie les évangiles en arabe "parce qu'il déteste la paresse", il obtient la charge de Bibliothécaire arabe à la Bibliothèque Vaticane, charge qu'il exerça sans ménager ses forces et avec grand succès, étant très expert dans la langue et la calligraphie arabes, jusqu'à la fin de sa vie.
Il mourut en 1721 à Rome, à environ 51 ans.

## Œuvre de copiste

### Copiste musulman
Les textes qu'il a copié en tant qu'imam ne sont pas recensés, et on ignore globalement ce qu'ils sont. Toutefois, comme il l'indique lui-même, il avait réalisé 35 copies du coran en arabe.
Par ailleurs, lors de sa captivité à Malte, il a copié de nombreux traités de théologie musulmane, dont la  "Risala" de Ibn Abî Zayd Al-Qayrawânî en un manuscrit qu'il emmena avec lui, et qui est maintenant à la Bibliothèque Vaticane sous la côte "Vat. Ar. 416".

### Copiste chrétien
Nous sommes nettement mieux renseignés sur son activité de Copiste à la Vaticane, sous la direction de Joseph-Simon Assemani. Tous ces textes sont copiés en arabe, parfois en plusieurs exemplaires.
Textes bibliques
- Livre des Psaumes
- Les Quatre Evangiles

Textes patristiques
- Homélies de St Jean Chrysostome sur les évangiles
- Les Hymnes de St Éphrem le Syrien
- Les Écrits spirituels de Jean de Dalyatha
- Les Chapitres philosophiques de St Jean Damascène
- Le Paradis Spirituel du (pseudo)-Damascène

Textes apologétiques arabes chrétiens
- Le Burhan de Butrus ibn Nastas al-Ras
- Les Entretiens et le Daf al-Hamm d'Élie de Nisibe
- Les Débats du moine Jirji al-Simani

Ouvrages d'instruction
- La Grammaire arabe de Germanos Farhat
- L'ouvrage bio-bibliographique de Haggi Halifah

Et en outre, l'encyclopédie copte intitulée La lampe des ténèbres de Ibn Kabar.